# Álex Lázaro
Alejandro Lázaro Rodríguez (Chipiona, Cádiz, Andalucía, España; 10 de febrero de 1996) es un futbolista español. Juega como portero y su equipo actual es la Real Balompédica linense de la Segunda RFEF.

## Clubes
| Club                 | País   | Año         |
| -------------------- | ------ | ----------- |
| Cádiz C.F. "B"       | España | 2015 - 2018 |
| Mérida A.D. (cedido) | España | 2017 - 2018 |
| Recreativo de Huelva | España | 2018 - 2020 |
| CD Ciudad de Lucena  | España | 2020 - 2021 |
| CD Brea              | España | 2021 - 2022 |
| CF Villanovense      | España | 2022 - Act  |